# مقاطعة رايت (آيوا)
مقاطعة رايت (بالإنجليزية: Wright County)‏ هي إحدى مقاطعات ولاية آيوا في الولايات المتحدة الأمريكية.